# Acolasis labuligera
Acolasis labuligera är en fjärilsart som beskrevs av Druce. Acolasis labuligera ingår i släktet Acolasis och familjen nattflyn. Inga underarter finns listade i Catalogue of Life.